# وارویک (جورجیا)
وارویک، جورجیا (به انگلیسی: Warwick, Georgia) یک شهر در ایالات متحده آمریکا با جمعیت ۴۳۰ نفر است که در جورجیا واقع شده‌است.

## موقعیت جغرافیایی
موقعیت جغرافیایی شهرها و مناطق اطراف به شرح زیر است: